# The Miracle (album)
Cet article concerne l'album de Queen. Pour la chanson du même groupe, voir The Miracle.
Albums de Queen
Live Magic
(1986) Innuendo
(1991)
Singles
1. I Want It All
Sortie : 2 mai 1989
2. Breakthru
Sortie : 19 juin 1989
3. The Invisible Man
Sortie : 7 août 1989
4. Scandal
Sortie : 9 octobre 1989
5. The Miracle
Sortie : 27 novembre 1989

The Miracle est le 13e album studio du groupe de rock britannique Queen, sorti en mai 1989. Enregistré après une longue période pendant laquelle le groupe avait mis ses activités en pause, Queen y affirme sa volonté de mettre en avant son unité en cosignant désormais officiellement toutes les chansons.
Accueilli de manière mitigée par la critique, il atteint la première place du hit-parade au Royaume-Uni et dans plusieurs autres pays européens. Cinq Singles en sont extraits : The Miracle, Breakthru, The Invisible Man, Scandal et le tube I Want It All. La sortie en novembre 2022 d'une réédition de l'album, comprenant des morceaux inédits, a été précédée un mois avant de celle d'un sixième single, Face It Alone.
C'est le premier album du groupe à ne pas être suivi d'une tournée, à cause de l'état de santé de Freddie Mercury, alors encore tenu secret. C'est aussi le dernier album de Queen avec les quatre membres du groupe sur la couverture principale.

## Genèse

### Contexte
À la fin du Magic Tour (1986), les membres de Queen décident de mettre les activités du groupe en pause. En 1987, chacun se consacre à des projets personnels et affronte divers problèmes. Freddie Mercury sort en février une reprise de la chanson The Great Pretender, apprend en avril qu'il est atteint du sida et enregistre l'album Barcelona en duo avec la cantatrice Montserrat Caballé. John Deacon et Brian May ont des problèmes de couple et envisagent de se séparer de leurs épouses respectives. Et Roger Taylor crée le groupe The Cross, avec lequel il sort l'album Shove It, et quitte sa compagne Dominique Beyran pour vivre avec le mannequin Debbie Leng.

### Enregistrement
Le quatuor se retrouve en janvier 1988 aux studios Olympic de Londres. Avant de commencer les sessions d'enregistrement, Freddie Mercury propose d'abandonner la règle sur le partage des royalties qu'il avait lui-même institué aux débuts du groupe (l'auteur-compositeur d'un single est le seul bénéficiaire des royalties) afin de les répartir à parts égales, toutes les chansons étant désormais signées Queen. Cette suggestion est accueillie avec enthousiasme par ses trois collègues, Roger Taylor affirmant par la suite : « C'est la meilleure décision que nous ayons jamais prise. Elle liquidait tous les problèmes d'ego et de mérite ». L'ambiance au sein du groupe s'en trouve allégée et l'enregistrement se déroule dans un climat beaucoup moins tendu que pour les albums précédents. John Deacon s'est alors remis de ses problèmes personnels mais Brian May est en pleine dépression : il vient de divorcer et son père meurt quelques mois plus tard. Le guitariste explique à ce sujet : « Je ne sais pas comment je suis allé jusqu'au bout de The Miracle. Je suis surpris qu'il y ait autant de guitare. Je me souviens de jours entiers à rester assis, incapable de me lever de mon siège ».
Les sessions sont coproduites par David Richards et régulièrement interrompues par d'autres activités personnelles du quatuor. Elles se répartissent entre les studios Olympic et Townhouse de Londres au cours du premier semestre 1988, puis se déroulent essentiellement aux studios Mountain de Montreux lors de la deuxième partie de l'année, et se terminent en février 1989. Certaines chansons, particulièrement Party et Khashoggi's Ship, sont le résultat de séances d'improvisation.
Le groupe enregistre une trentaine de titres pendant la durée des sessions. Parmi les morceaux exclus de l'album, Chinese Torture et Hang On in There sont ajoutés en bonus sur l'édition CD, alors que Stealin, Hijack My Heart (avec Roger Taylor au chant principal) et My Life Has Been Saved apparaissent en tant que faces-B de trois de ses singles. Too Much Love Will Kill You, écrite par Brian May, est aussi écartée au dernier moment.
De nombreux autres morceaux avaient été enregistrés durant ces sessions : Dog with a Bone (chantée en duo par Taylor et Mercury), I Guess We're Falling Out, Water, When Loves Breaks Up, You Know You Belong to Me, ainsi que Face It Alone ont pu être retravaillées pour être proposées dans un second CD (The Miracle Sessions) de la réédition de l'album sorti en novembre 2022.

## Parution et accueil

### Sortie et promotion
I Want It All, premier single extrait de l'album, précède la sortie de celui-ci en étant publié le 2 mai 1989. Il se classe 3e au Royaume-Uni. L'album sort le 22 mai en Europe et le 6 juin en Amérique du Nord. Il atteint la première place du hit-parade au Royaume-Uni et la 24e aux États-Unis.
L'album donne lieu à quatre autres singles : Breakthru sort ainsi le 19 juin ; The Invisible Man le 7 août ; Scandal le 9 octobre ; et The Miracle le 29 novembre. Les deux premiers ont un certain succès, se classant respectivement 7e et 12e au Royaume-Uni, mais les deux suivants ne parviennent pas à intégrer le top 20 dans ce pays.
Au lieu de partir en tournée, ce qui est désormais impossible à Freddie Mercury en raison de la détérioration de son état de santé, le chanteur propose au groupe de retourner immédiatement en studio pour enregistrer un nouvel album et leur avoue ce dont ils se doutaient déjà depuis quelque temps : il est atteint du sida. Il leur demande toutefois de garder le secret. Brian May et Roger Taylor assurent l'essentiel de la promotion de l'album et affirment que si le groupe ne part pas en tournée, c'est parce qu'ils ne sont pas d'accord sur son organisation.

### Accueil critique
À l'époque de la sortie de l'album, Kim Neely, de Rolling Stone, affirme que la voix de Freddie Mercury a rarement été meilleure mais que le rôle de Brian May est essentiellement réduit à « de brillants solos par-ci par-là » et que c'est l'album du groupe le plus parasité par le synthétiseur et la batterie électronique depuis Hot Space. Newsday complimente la voix de Freddie Mercury et le jeu de guitare de Brian May ainsi que les chansons « délicieusement accrocheuses », particulièrement I Want It All et Was It All Worth It. The Times s'interroge sur « la somme de mauvais goût qu'on peut entasser dans un album » à l'écoute de celui-ci et ironise sur le manque de commentaire social des textes.
Par la suite, Christophe Caprin, de Hard Rock Magazine, évoque un album qui « tient sacrément bien la route », mettant en avant « le côté bien rock de Party, la pêche de I Want It All, le son très FM de Breakthru et l'esprit funk à la Ghostbusters de The Invisible Man ». Malcolm Dome, de Classic Rock, estime que « le mélange des styles fonctionne mieux que ce qu'on aurait pu craindre » et que, malgré une surabondance du synthétiseur, « l'album est un succès grâce à la voix éblouissante de Freddie Mercury et à la guitare déchaînée de Brian May ». Pour Sputnikmusic, la grandiloquence de l'album évoque leurs premières œuvres et les membres du groupe semblent plus investis que pour leurs albums précédents, même les chansons au son le plus électronique étant « étonnamment bonnes ». Greg Prato, du site AllMusic, considère que c'est « l'un des albums du groupe parmi les plus inspirés » et que le mélange entre pop et hard rock fonctionne bien et délivre un son riche et punchy

### Classements et certifications
| Pays                                    | Meilleure position |
| --------------------------------------- | ------------------ |
| Allemagne de l'Ouest (Media Control AG) | 1                  |
| Australie (ARIA)                        | 4                  |
| Autriche (Ö3 Austria Top 40)            | 1                  |
| Canada (RPM Top Albums)                 | 18                 |
| Espagne (AFYVE)                         | 4                  |
| États-Unis (Billboard 200)              | 24                 |
| Italie (FIMI)                           | 3                  |
| Japon (Oricon)                          | 23                 |
| Norvège (VG-lista)                      | 2                  |
| Nouvelle-Zélande (RIANZ)                | 2                  |
| Pays-Bas (Mega Album Top 100)           | 1                  |
| Royaume-Uni (UK Albums Chart)           | 1                  |
| Suède (Sverigetopplistan)               | 6                  |
| Suisse (Schweizer Hitparade)            | 1                  |

| Pays                 | Ventes    | Certifications |
| -------------------- | --------- | -------------- |
| Allemagne (BVMI)     | 500 000 + | Platine        |
| Australie (ARIA)     | 35 000 +  | Or             |
| Autriche (IFPI)      | 25 000 +  | Or             |
| Espagne (Promusicae) | 100 000 + | Platine        |
| Finlande (IFPI)      | 43 000 +  | Or             |
| France (SNEP)        | 100 000 + | Or             |
| Pays-Bas (NVPI)      | 100 000 + | Platine        |
| Pologne (ZPAV)       | 20 000 +  | Platine        |
| Royaume-Uni (BPI)    | 300 000 + | Platine        |
| Suisse (IFPI)        | 50 000 +  | Platine        |

## Caractéristiques artistiques

### Thèmes et composition
Party, chanson dynamique qui s'appuie lourdement sur la batterie électronique et le synthétiseur, évoque essentiellement « les fêtes somptueuses de Mercury ». Khashoggi's Ship est inspirée par le marchand d'armes milliardaire Adnan Khashoggi et son yacht de luxe Nabila et, comme la chanson précédente mais dans un style plus hard rock, se rapporte à la fête et à un style de vie hédoniste. The Miracle, principalement écrite par Freddie Mercury, est un appel à la paix sur Terre aux paroles idéalistes qui multiplie les références culturelles et religieuses. Cette « ambitieuse mosaïque sonore » est le titre de l'album qui rappelle le plus les anciennes compositions du groupe, malgré l'utilisation « exagérée » du synthétiseur, avec ses nombreux arrangements vocaux et son idée de « voyage musical » par l'utilisation de multiples techniques harmoniques.
I Want It All, œuvre de Brian May, est un cri de ralliement pour les jeunes gens qui cherchent à obtenir plus que ce que la vie leur offre. Pour composer ce titre au son hard rock, le guitariste s'est probablement inspiré de la version des Shadows de la chanson (Ghost) Riders in the Sky: A Cowboy Legend. The Invisible Man, composée par Roger Taylor après sa lecture du roman homonyme, combine « batterie disco et guitare rock » et s'inspire du modèle musical de certaines chansons de Michael Jackson ainsi que de Devil Inside du groupe INXS et d'I Want a New Drug de Huey Lewis and the News.
Breakthru amalgame un morceau très énergique écrit par Roger Taylor avec l'introduction d'une ballade inachevée de Freddie Mercury intitulée A New Life Is Born. C'est une chanson optimiste sur le fait de franchir un cap dans sa vie. Rain Must Fall, chanson aux paroles optimistes qui incite à accepter que la vie ne peut forcément pas toujours avoir que des bons côtés, se distingue par ses accents latino-américains et afro-caribéens évoquant le calypso.
Scandal est une attaque en règle contre la presse à sensation, inspirée à Brian May par la divulgation de sa relation avec la chanteuse et actrice Anita Dobson, dont le style musical évoque certaines chansons de Led Zeppelin. My Baby Does Me est une chanson de genre funk, la dernière du groupe dans ce style musical, qui a été intégrée à l'album de façon à offrir une respiration au milieu de chansons plus énergiques. Was It All Worth It, écrite par Freddie Mercury, peut être décryptée comme un questionnement du chanteur, sentant sa fin approcher, sur sa vie faite d'excès et sa quête continuelle de la perfection artistique.

### Titre et pochette
L'album devait initialement s'intituler The Invisible Men, le titre définitif n'étant choisi que trois semaines avant sa sortie.
La pochette montre les quatre têtes de Queen fondues les unes dans les autres pour former un buste surmonté d'un visage géant avec quatre bouches, quatre nez et cinq yeux, il n'y a qu'un seul cou et deux épaules. Pour créer cette image, le graphiste Richard Gray utilise un programme informatique précurseur de Photoshop pour réaliser un morphing des visages des quatre membres du groupe. C'est pour le groupe une manière détournée d'affirmer qu'ils sont plus en osmose que jamais.

## Fiche technique

### Titres
N.B. : sur la pochette, tous les morceaux sont crédités aux quatre membres du groupe. Les vrais auteurs sont mentionnés ci-dessous.
| 1. | Party             | John Deacon, Brian May, Freddie Mercury | 2:24 |
| 2. | Khashoggi's Ship  | Queen                                   | 2:47 |
| 3. | The Miracle       | Mercury, Deacon                         | 5:02 |
| 4. | I Want It All     | May                                     | 4:41 |
| 5. | The Invisible Man | Roger Taylor                            | 3:55 |

| 1. | Breakthru           | Mercury (intro), Taylor             | 4:07 |
| 2. | Rain Must Fall      | Deacon (musique), Mercury (paroles) | 4:20 |
| 3. | Scandal             | May                                 | 4:42 |
| 4. | My Baby Does Me     | Deacon, Mercury                     | 3:22 |
| 5. | Was It All Worth It | Mercury                             | 5:45 |

| 11. | Hang On in There                | Queen  | 3:46 |
| 12. | Chinese Torture                 | May    | 1:46 |
| 13. | The Invisible Man (version 12") | Taylor | 5:29 |

| 14. | Scandal (12" Mix) | 6:34 |

| 1. | I Want It All (single version)                               |  |
| 2. | The Invisible Man (version démo avec guide vocal, août 1988) |  |
| 3. | Hang On in There (B-Side)                                    |  |
| 4. | Hijack My Heart (B-Side)                                     |  |
| 5. | Stealin' (B-Side)                                            |  |
| 6. | Chinese Torture (instrumentale)                              |  |
| 7. | The Invisible Man (version 12")                              |  |

| 1. | I Want It All (vidéo promotionnelle, 1989)             |  |
| 2. | The Making of The Miracle (vidéo promotionnelle, 1989) |  |
| 3. | The Making of The Miracle album cover (1989)           |  |

| 1.  | Party (Version originale)                                  |  |
| 2.  | Khashoggi's Ship (Version originale)                       |  |
| 3.  | The Miracle (Version originale avec la fin de John Deacon) |  |
| 4.  | I Want It All (Version originale)                          |  |
| 5.  | The Invisible Man (Version démo avec guide vocal)          |  |
| 6.  | When Love Breaks Up (Démo)                                 |  |
| 7.  | Breakthru (Avec véritables basse et batterie)              |  |
| 8.  | Rain Must Fall (Démo)                                      |  |
| 9.  | Scandal (Mix original)                                     |  |
| 10. | My Baby Loves Me                                           |  |
| 11. | Was It All Worth It (Version originale)                    |  |
| 12. | You Know You Belong to Me                                  |  |
| 13. | I Guess We're Falling Out (Démo)                           |  |
| 14. | Dog With A Bone                                            |  |
| 15. | Water (Démo)                                               |  |
| 16. | Face It Alone (Single sorti en 2022)                       |  |

### Musiciens
- Freddie Mercury : chant principal, claviers, piano, boîte à rythmes
- Brian May : guitare électrique, chant, chœurs et claviers
- John Deacon : basse et claviers
- Roger Taylor : batterie, chant, percussions et claviers